# Castillo de Peñalcázar
El castillo de Peñalcázar es un pueblo-fortaleza de origen remoto que se encuentra situado en el despoblado español de Peñalcázar, en el municipio de La Quiñonería, en la comarca del Campo de Gómara en la provincia de Soria.

## Historia
El pueblo-fortaleza de Peñalcázar se encuentra a 1249 m s. n. m. de altitud. Estuvo poblada desde antiguo, siendo ciudad celtíbera y luego romana conocida como Centóbriga. Posteriormente, con la dominación árabe, fue plaza fuerte y fue una de las plazas que pagó parias al Cid tras la conquista de éste de Alcocer, junto con Ateca y Terrer, según indica el Cantar de Mio Cid. Esta relación con el héroe castellano propicia que hoy Peñalcazar forme parte del Camino del Cid. Tras la reconquista quedó en tierra del Reino de Castilla en zona de frontera con el Reino de Aragón, por lo que durante el siglo XIV, como toda la zona, sufrió la Guerra de los Dos Pedros. En el catastro de Ensenada
figura con 92 casas habitadas.

## Descripción
Tan solo se conservan dos lienzos de la muralla que rodeaba la población y restos del alcázar y de las puertas de acceso, con cuyas piedras se construyó parte del caserío. Se identifican construcciones celtíberas, romanas y árabes.
Situado en las estribaciones del Moncayo, en el sistema Ibérico, se puede acceder desde la carretera N-234 (Calatayud-Soria) y tomar un desvío dirección Reznos que nos hará pasar por La Quiñonería.
Peñalcázar se encuentra sobre una gran muela a la que no se puede acceder en coche, únicamente a pie, caballo o burro.

## Catalogación
Bajo la protección de la Declaración genérica del Decreto de 22 de abril de 1949, y la Ley 16/1985 sobre el Patrimonio Histórico Español.